# THE 프렌즈
《THE 프렌즈》는 2014년부터 K-STAR에서 방영되는 리얼리티 여행 프로그램이다. 현재 시즌9까지 방영되었다

## 시즌

### 시즌 1: 프렌즈 in 마카오
- 이기우
- 현우
- 서하준

### 시즌 2: THE 프렌즈 in 세부
- 하석진
- 이재윤
- 유하준

### 시즌 3: THE 프렌즈 in 돗토리
- 윤세아
- 신다은
- 박란

### 시즌 4: THE 프렌즈 in 타이완
- 이정진
- 강동준
- 고태용

### 시즌 5: THE 프렌즈 in 크로아티아
- 장혁
- 신승환
- 최기섭

### 시즌 6: THE 프렌즈 in 스위스
- 이특
- 려욱

### 시즌 7: THE 프렌즈 in 치앙마이
- 박준형
- 데니안
- 오타니 료헤이

### 시즌 8: THE 프렌즈 in 코스타리카
- 에릭 남
- 샘 김
- 송유빈

### 시즌 9: THE 프렌즈 in 아드리아 해
- 여자친구